# Paris Brunner
Paris Brunner, né le 15 février 2006, est un footballeur allemand qui joue au poste d'avant-centre à l'AS Monaco.

## Carrière

### En club
Paris Brunner est passé par les centres de formation du Rot-Weiss Essen puis du VfL Bochum, avant de rejoindre le Borussia Dortmund en 2020,.
Apparaissant très tôt comme un buteur prolifique dans les équipes de jeunes du Borussia Dortmund, il commence à se faire connaitre lors de la saison 2022-2023 où il marque 16 buts en seulement 5 matchs avec les moins de 17 ans. Il intègre ainsi l'équipe des moins de 19 ans dans la saison, s'y illustrant aussi comme un buteur prolifique, notamment en UEFA Youth League,.

### En sélection
Paris Brunner est international allemand en équipes de jeunes, ayant notamment joué avec les moins de 17 ans à partir de 2024,.
En mai 2023, il est sélectionné par Christian Wück (en) pour le Championnat d'Europe avec les moins de 17 ans,.
Titulaire tout du long de la compétition, Paris Brunner permet notamment aux siens de se qualifier pour la coupe du monde junior en éliminant la Suisse,. L'Allemagne atteint ensuite la finale de la compétition après sa victoire face à la Pologne,,.
Brunner remporte aussi la Coupe du monde des moins de 17 ans en 2023 de laquelle il est nommé meilleur joueur.

## Statistiques
| Saison                | Club                     | Championnat           | Championnat | Championnat | Championnat | Coupe(s) nationale(s) | Coupe(s) nationale(s) | Coupe(s) nationale(s) | Compétition(s) continentale(s) | Compétition(s) continentale(s) | Compétition(s) continentale(s) | Compétition(s) continentale(s) | Play-Offs | Play-Offs | Play-Offs | Total | Total | Total |
| Saison                | Club                     | Division              | M.          | B.          | P.d.        | M.                    | B.                    | P.d.                  | Comp.                          | M.                             | B.                             | P.d.                           | M.        | B.        | P.d.      | M.    | B.    | P.d.  |
| 2024-2025             | Cercle Bruges KSV (prêt) | Jupiler Pro League    | 12          | 2           | 0           | 1                     | 0                     | 0                     | C4                             | 7                              | 1                              | 0                              | 8         | 4         | 0         | 28    | 7     | 0     |
| 2025-2026             | AS Monaco                | Ligue 1               | 1           | 0           | 0           | 0                     | 0                     | 0                     | C1                             | 0                              | 0                              | 0                              | -         | -         | -         | 1     | 0     | 0     |
| Total sur la carrière | Total sur la carrière    | Total sur la carrière | 13          | 2           | 0           | 1                     | 0                     | 0                     | -                              | 7                              | 1                              | 0                              | 8         | 4         | 0         | 29    | 7     | 0     |

## Palmarès

### En sélection
| Allemagne -17 ans - Championnat d'Europe -17 ans - Vainqueur en 2023 - Coupe du monde des moins de 17 ans - Vainqueur en 2023 |

### Distinction personnelle
- Meilleur joueur de la Coupe du monde de football des moins de 17 ans 2023[14]
- Co-meilleur buteur de l'Euro -17 ans 2023 (4 buts) avec Robert Ramsak, Marc Guiu et Lamine Yamal